# 萨尔马提亚海豹属
萨尔马提亚海豹属（学名：Sarmatonectes）是海豹科下的一个属。

## 下属物种
本属包括以下物种：
- 辛氏萨尔马提亚海豹 Sarmatonectes sintsovi Koretsky, 2001，辛佐夫萨尔马提亚海豹